# Дроздовский, Лев Антонович
Лев Антонович Дроздовский (укр. Левко Антонович Дроздовський; 15 февраля 1869 — декабрь 1951) — генерал-хорунжий Армии Украинской Народной Республики и генерал-майор царской армии. Участник Русско-японской и Первой мировой войн.

## Биография
Родился в городе Деражня Подольской губернии (по другим данным — в городе Керчь в семье выходцев из Подолья). Окончил Керченский Александровскую классическую гимназию, Новороссийский университет в 1892 году.
Военное образование получил в Киевском пехотном юнкерском училище, впоследствии окончил Николаевскую академию Генштаба по 1-му разряду.
Участвовал в Русско-японской войне. Во время Первой мировой войны с 1 декабря 1915 по 8 февраля 1917 командир 137-го Нежинского полка, впоследствии начальник штаба 52-й пехотной дивизии и начальник штаба 1-го гвардейского корпуса.
Последнее звание в царской армии — генерал-майор.
В Армии УНР с 1918 года. В 1918 г. — 1-й генерал-квартирмейстер Генерального штаба Армии УНР, с 25 октября 1918 — военный атташе УНР в Швейцарии и Италии.
С 1920 г. — в эмиграции, 17 лет жил в Абиссинии, с 1948 г. — в Перу. Умер и похоронен в городе Лима (Перу).